# Haplospiza
Haplospiza är ett fågelsläkte i familjen tangaror inom ordningen tättingar: Släktet omfattar traditionellt två arter som förekommer dels från södra Mexiko till södra Venezuela, dels från östra Paraguay till sydöstra Brasilien och nordöstra Argentina:
- Skuggtangara (H. rustica)
- Enfärgad tangara (H. unicolor)

DNA-studier visar dock att skuggtangaran står närmare spetsnäbbad tangara (Acanthidops bairdi), varför den numera ofta placeras i det egna släktet Spodiopsar.